# Генрієта Рей
Генрієта Емма Реткліфф Рей (англ. Henrietta Emma Ratcliffe Rae; 30 грудня 1859, Великий Лондон, Англія, Велика Британія — 26 січня 1928) — британська художниця пізньої вікторіанської епохи, що спеціалізувалася на класичних, алегоричних та літературних сюжетах, суфражистка та феміністка. Її найвідоміша картина — «Дама з лампою» (1891); із зображенням засновниці медстестринської справи Флоренс Найтінгейл в Скутарі.

## Життєпис
Генрієта Рей народилася 30 грудня 1859 року в Гамерсміті, Лондон, в сім'ї Томаса Бербен Рей, державного службовця, та Енн Елізи Рей (до шлюбу Грейвз), яка навчалася музичному мистецтву у Фелікса Мендельсона. Мала трьох братів та трьох сестер.
Рей почала долучатися до мистецтва в 13 років, отримавши освіту в Школі мистецтв Квін-Скверта Школі мистецтв Гізерлі (як перша учениця школи) та в Британському музеї. Відомо, що Рей подавала документи в Королівську академію мистецтв як мінімум 5 разів, перш ніж в кінцевому підсумку отримала семирічну стипендію. Серед її вчителів були сер Лоуренс Альма-Тадема, що сильно вплинув на її пізні роботи, а також Френк Бернард Діксі та Вільям Пауелл Фріт.
У 1884 році взяла шлюб з художником і однокурсником по Королівській академії Ернестом Норманда, але зберегла дошлюбне прізвище — вибір, який в той час вважався незвичайним, — оскільки вже почала зміцнювати свою репутацію художниці, будучи частою учасницею щорічної виставки Королівської академії з 1881 року. 

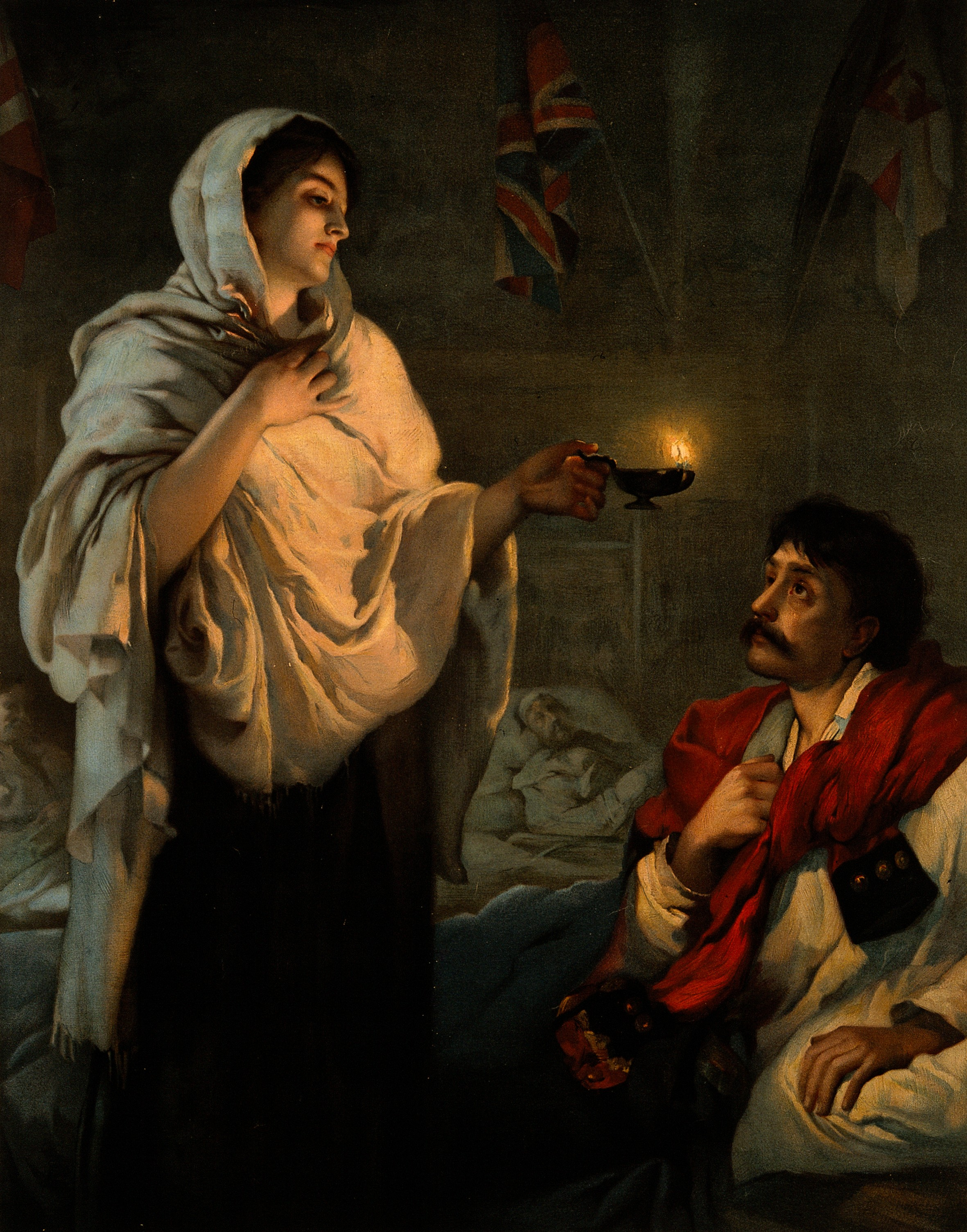
Дама з лампою; популярна літографічна репродукція найвідомішої картини Гентрієти Рей

З чоловіком проживала в Голланд-парку, резиденції багатьох інших художників того часу. Частими відвідувачами були Лейтон, Мілле, Прінсеп і Воттс. Однак постійна увага не завжди була доречною. У своїх мемуарах Рей описала владне ставлення та поведінку деяких старших художників. В одному з таких випадків Прінсеп вмочив великий палець в кобальтово-синю фарбу та зробив позначку на одній з картин Рей. В помсту Рей «випадково» спалила його капелюх на плиті.
Подружжя вирушило до Парижа в 1890 році, щоб розпочати навчання в Академії Жюлиана у Жюля Жозефа Лефевра та Жан-Жозефа Бенджаміна-Константа. У 1893 році вони переїхали до Аппер Норвуд, в студію, побудовану на замовлення батьком чоловіка. У пари було двоє дітей: син (1886) та дочка (1893).
Генрієтта Рей виставляла свої роботи у Палаці образотворчих мистецтв та Будинку жінки на Всесвітній виставці 1893 року в Чикаго, штат Іллінойс.
Рей була прихильницею фемінізму і жіночого виборчого права. 1897 року Рей організувала виставку робіт художниць з приводу ювілею королеви Вікторії.
Померла 26 січня 1928 року в Аппер Норвуд.

## Роботи
Генрієтта Рей спеціалізувалася на класичних, алегоричних та літературних сюжетах. Її картина «Елейн, яка охороняла щит Ланселота» (1885) натхненна поемою Теннісона «Ланселот і Елейн». Серед безлічі інших її картин в класичному дусі, «Еврідіка повертається в Аїд» (1886) отримала почесну нагороду на Міжнародній виставці 1889 року в Парижі та медаль на Всесвітній виставці 1893 року в Чикаго. Її картина 1891 року «Міс Найтінгейл в Скутарі» (1854), на якій зображена Флоренс Найтінгейл, феміністка й засновниця медсестринської справи, часто відтворювалася і зазвичай іменується «Дама з лампою».
Картина Психея біля престолу Венери (1894) має розміри 3,7 на 2,1 метра та містить 13 фігур. На її картині «Сер Річард Віттінгтон, який роздає благодійність» (1900) зображений Річард Віттінгтон, середньовічний купець і чотириразовий лорд-мер Лондона. Вона також написала багатьох відомих в суспільстві людей, включаючи лорда Дафферіна (1901).
Серед робіт Генрієти Рей:
- Гілас і водяні німфи, репрезентативний приклад її роботиМолода мрія любові (1883)

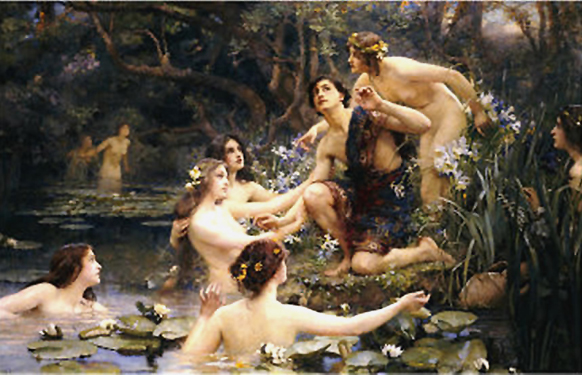
Гілас і водяні німфи, репрезентативний приклад її роботи

- Елейн охороняє щит Ланселота (1885)
- Аріадна (1885)
- Еврідіка занурюється в Аїд (1886)
- Зефір і Флора (1888)
- Міс Найтінгейл в Скутарі (1854) (1891)
- Психея на троні Венери (1894)
- Аполлон і Дафна (1895)
- Діана і Калісто (1899)
- Сер Річард Віттінгтон роздає свою благодійну фреску (1900 ) На Королівської біржі в Лондоні
- Маркіз Дафферін і Ава (1901)
- Гілас і водяні німфи (1910)
- Джон Горнер 1858-1919 (1913) в колекції Ольстерського музею [13]